# لوته براند فيليب
لوته براند فيليب (بالألمانية: Lotte Brand Philip)‏ هي مؤرخة الفن ألمانية، ولدت في 27 مايو 1910 في ألتونه في ألمانيا، وتوفيت في 1986.